# Dorel (personaj)
„Dorel” este la origine un simpatic personaj dintr-o serie de reclame create pentru o băutură alcoolică (anume coniacul Unirea), actual model pentru povești urbane cu boacăne care satiriziează obiceiuri ale muncitorilor români. Însoțit de colegii care stau în jurul lui și care îl ajută din când în când cu câte un sfat, el este intrat în folclorul urban, fiind un tip de personaj asociat adesea muncii făcute de mântuială și văzut cotidian pe străzile din România.

## Caracteristici
Arhetip
Din punct de vedere arhetipal, spre diferență de Bulă, un personaj în esență neserios și frecvent ajuns în situații penibile dar pe care le depășește cu succes, Dorel ilustrează un personaj bine intenționat dar ghinionist, care- intrând în situații problematice- nu are iscusința de a le depăși, pe fondul pregătirii minimale.
Ilustrare
În reclame Dorel este deseori naiv și fraier, victima sigură a farselor cazone ale colegilor săi de muncă

## Origini
În campania publicitară pentru coniacul „Unirea” personajul nu a apărut de la bun început, acesta fiind cooptat pe parcurs. Actorul care l-a interpretetat – olteanul Aurel Boată (născut în 1973 în satul Fărcaș din județul Dolj), este la origine instructor de călărie cu activitate de cascador și figurație specială în filme. Ajuns de la 6 ani lângă București în orașul Voluntari, în viața reală a promovat 10 clase, descoperindu-și afinitatea pentru cascadoriile ecvestre în 1984. În anul 2014 acesta oferea cursuri de echitație.
Campania de publicitate asociată cu personajul „Dorel” a fost un model de succes, crescând semnificativ vânzările mărcii respective de produs, iar spoturile publicitare au obținut diverse premii.
La data de 6 septembrie 2011, Paulo Coelho a postat o poză cu Dorel pe facebook.